# Alison Bechdel
Alison Bechdel ( /b ɛ kd əl / BEK -dəl; 10 september 1960) is een Amerikaans tekenaar. Oorspronkelijk was ze vooral bekend van de langlopende strip Dykes to Watch Out For, tot ze in 2006 tot commercieel succes kwam met haar grafische memoires Fun Home, die bewerkt werd tot een musical die in 2015 een Tony Award voor beste musical won. In 2012 bracht ze haar tweede grafische memoires uit: Are You My Mother? Ze ontving in 2014 de MacArthur "Genius" Award. Ze staat ook bekend om de Bechdel-test.

## Vroege leven
Bechdel werd geboren in Lock Haven, Pennsylvania. Haar vader was een legerveteraan die in West-Duitsland was gestationeerd. Hij was ook leraar Engels op de middelbare school, werkte fulltime en had parttime een uitvaartcentrum. Haar moeder was een actrice en lerares. Haar beide ouders hebben bijgedragen aan haar carrière als cartoonist. Ze heeft twee broers. Bechdel doorliep haar middelbare school versneld en behaalde haar AA in 1979 aan Bard College in Simon's Rock. Ze studeerde in 1981 af met een graad in studiokunst en kunstgeschiedenis aan het Oberlin College. Nadat haar vader in 1980 stierf, verkocht haar moeder het familiehuis in Beech Creek, Pennsylvania, het kleine stadje waar Bechdel opgroeide, en verhuisde ze met haar oude partner naar Bellefonte, een minder provinciaal stadje in de buurt van State College.

## Carrière

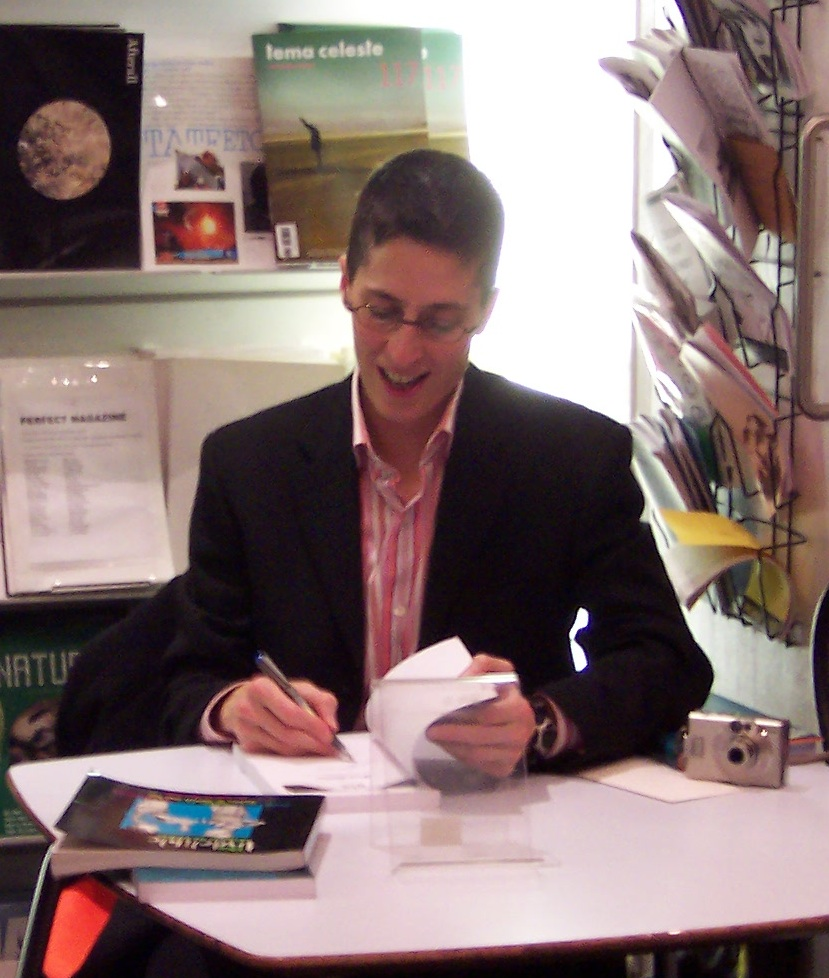
Alison Bechdel bij een signeersessie in Londen voor Fun Home in 2006

Bechdel verhuisde in de zomer van 1981 naar Manhattan en solliciteerde op verschillende kunstacademies, maar werd afgewezen en werkte in veel kantoorbanen in de uitgeverij.
Ze begon Dykes to Watch Out For als een enkele tekening met het opschrift "Marianne, ontevreden over het ochtendbrouwsel: Dykes to Watch Out For, bord nr. 27". Een kennis raadde haar aan haar werk naar WomaNews te sturen, een feministische krant. Die publiceerde haar eerste werk in het nummer van juni 1983. Bechdel stapte geleidelijk over van haar vroege tekeningen met één paneel naar stroken met meerdere panelen. Met Dykes to Watch Out For begon dit proces. Het ontwikkelde zich tot een serie posters en ansichtkaarten, waardoor mensen een kijkje konden nemen in de stedelijke lesbische gemeenschap. Na een jaar begonnen andere verkooppunten de strip aan te bieden.
In de eerste jaren bestond Dykes to Watch Out For uit op zichzelf staande strips. Het evolueerde uiteindelijk naar een serie strips met een verhaallijn rond een reguliere cast van lesbische karakters. In 1986 publiceerde Firebrand Books een verzameling van de strips tot dan toe. In 1987 introduceerde Bechdel haar vaste personages, Mo en haar vrienden, terwijl ze in St. Paul, Minnesota woonde. Dykes to Watch Out For is de oorsprong van de "Bechdel-test", die een veelgebruikte maatstaf is geworden in de culturele discussie over film. In 1988 begon ze voor The Advocate aan een kortstondige enkele paginastrip over de staf van een queerkrant, getiteld "Servants to the Cause". Bechdel heeft ook autobiografische strips geschreven en getekend en illustraties gemaakt voor tijdschriften en websites. Door het succes van Dykes to Watch Out For kon Bechdel in 1990 haar baan opzeggen om fulltime aan de strip te gaan werken.
In november 2006 werd Bechdel uitgenodigd om plaats te nemen in het Usage Panel van de American Heritage Dictionary. In 2012 was Bechdel een Mellon Residential Fellow for Arts and Practice aan het Richard and Mary L. Gray Center aan de Universiteit van Chicago en doceerde ze samen met professor Hillary Chute "Lines of Transmission: Comics & Autobiography". Op 6 april 2017 werd Bechdel aangesteld als de derde Cartoonist Laureate van Vermont.
In 2014 publiceerde ze een stripverhaal gebaseerd op haar Fun Home! De musical! Na de verkiezing van Donald Trump tot president van de VS plaatste ze drie nieuwe afleveringen van Dykes to Watch Out For: "Pièce de Résistance", "Postcards From the Edge" en "Things Fall Apart".
Bechdel woont in Bolton, Vermont, en werkt samen met het in Vermont gevestigde alternatieve weekblad Seven Days.

## Grafische romans

### Leuk huis
In 2006 publiceerde Bechdel Fun Home: A Family Tragicomic, een autobiografisch ‘tragikomedie’ over haar jeugd en de jaren voor en na de zelfmoord van haar vader. Het volgt zowel het verleden als het heden met betrekking tot de relatie die ze deelt met haar ouders, in het bijzonder haar vader. Bovendien helpen deze grafische memoires om de ontberingen te laten zien waarmee individuen worden geconfronteerd wanneer ze uit de kast komen. Fun Home heeft meer aandacht gekregen dan Bechdel's eerdere werk, met recensies in Entertainment Weekly, People en verschillende functies in The New York Times. Fun Home stond twee weken op The New York Times Bestseller List for Hardcover Nonfiction.
Fun Home werd door talloze bronnen geprezen als een van de beste boeken van 2006, waaronder The New York Times, amazon.com, The Times of London, Publishers Weekly, salon.com, New York magazine, en Entertainment Weekly.
Het tijdschrift Time noemde Alison Bechdel's Fun Home nummer één van de "10 beste boeken van het jaar". Lev Grossman en Richard LeCayo beschreven Fun Home als 'het onwaarschijnlijkste literaire succes van 2006' en noemden het "verbluffende memoires over een meisje dat opgroeide in een klein stadje met haar cryptische, perfectionistische vader en zich langzaam realiseerde dat a) ze homo is en b) hij is het ook ... Bechdels adembenemend slimme observaties gaan samen met welsprekende lijntekeningen. Vergeet genre en seksuele geaardheid: dit is een meesterwerk over twee mensen die in hetzelfde huis wonen, maar in verschillende werelden, en hun mysterieuze schulden aan elkaar."
Fun Home was een finalist voor de National Book Critics Circle Award 2006 in de categorie memoires / autobiografie. Het won ook de Eisner Award 2007 voor Best Reality-Based Work. Fun Home werd ook genomineerd voor de prijs voor beste grafische album en Bechdel werd genomineerd voor beste schrijver / artiest.
In 2014 overwoog het door de Republikeinen geleide Huis van Afgevaardigden van het Huis van Afgevaardigden Comité van South Carolina, een verlaging van de financiering van het College van Charleston met $52.000, de kosten van het zomerse leesprogramma voor het selecteren van Fun Home voor een leesprogramma.
Fun Home ging in première als musical Off-Broadway in The Public Theatre op 30 september 2013 en werd officieel geopend op 22 oktober 2013. De muziek was van Jeanine Tesori en de teksten zijn geschreven door Lisa Kron. Kron en Tesori schreven geschiedenis als het eerste volledig vrouwenteam dat een Tony Award won voor de beste muziek. Oorspronkelijk was het plan om de musical tot 3 november 2013 op te voeren. Na meerdere prolongaties werd hij echter pas op 12 januari 2014 voor het laatst gespeeld. De productie van Public Theatre werd geregisseerd door Sam Gold. Sets en kostuums waren van David Zinn, verlichting door Ben Stanton, geluid door Kai Harada, projecties door Jim Findlay en Jeff Sugg en choreografie door Danny Mefford. De musical speelde in Broadway's Circle in the Square Theatre, met previews vanaf 27 maart 2015 en een officiële opening op 19 april 2015, die loopt tot 10 september 2016. Sam Gold, die de productie van Public Theatre regisseerde, regisseerde de show ook op Broadway en leidde het Off-Broadway-productieteam. De cast van Off-Broadway hernam hun rollen op Broadway, behalve de acteurs die John, Christian en Medium Alison speelden. De Broadway-musical won vijf Tony Awards, waaronder die voor beste musical, beste uitvoering door een acteur in een hoofdrol in een musical, de beste originele partituur (muziek en / of teksten) voor het theater, het beste boek van een musical en de beste regie van een musical.
Op 3 januari 2020 werd aangekondigd dat Jake Gyllenhaal en zijn Nine Stories Productions-banner de rechten hadden verworven om de muzikale versie van Fun Home in een film om te zetten. Sam Gold, die de Broadway-productie regisseerde, zal de film leiden, waarin Gyllenhaal de hoofdrol zal spelen als Bruce Bechdel.
Fun Home stond ook in de zomer van 2019 in Amsterdam in het theater. Daar werd de musical lovend ontvangen.

### Ben jij mijn moeder?
Bechdel schortte het werk aan Dykes to Watch Out For in 2008 op, zodat ze kon werken aan haar tweede grafische memoires, Are You My Mother?: A Comic Drama, die in mei 2012 werd uitgebracht. Het boek richtte zich op haar relatie met haar moeder. Bechdel beschreef thema's als "het zelf, subjectiviteit, verlangen, de aard van de werkelijkheid, dat soort dingen" wat een parafrase is van een citaat uit Virginia Woolfs To the Lighthouse.
De dramatische actie van het verhaal is gelaagd en onderverdeeld in een aantal verhaallijnen:
- Bechdels telefoongesprekken met haar moeder in het heden.
- Bechdels herinneringen aan interacties met haar moeder gedurende haar hele leven, beginnend in haar kindertijd.
- Bechdels therapiesessies, waarvan de primaire inhoud bestaat uit een analyse van haar relatie met haar moeder.
- Bechdels rijk ingebeelde en zorgvuldig onderzochte historische afbeeldingen van psychoanalyticus Donald Winnicott en auteur Virginia Woolf, samengevoegd met Bechdels eigen therapeutische reis met tekst uit de psychoanalytische geschriften van Alice Miller, samen met het verhaal van Bechdels eigen doorlezing en gerelateerd aan de werken van Sigmund Freud.

Een fragment uit het boek, getiteld "Mirror", werd opgenomen in de Best American Comics 2013, onder redactie van Jeff Smith. Deze aflevering gaat zwaar in op psychoanalytische thema's die expliciet worden geciteerd uit het werk van psychoanalytici Alice Miller en Winnicott.

## Privéleven
Bechdel kwam op 19-jarige leeftijd uit de kast als lesbienne. Bechdels seksualiteit en gender-non-conformiteit vormen een groot deel van de kernboodschap van haar werk, en ze heeft gezegd dat "het geheime subversieve doel van mijn werk is om te laten zien dat vrouwen, niet alleen lesbiennes, gewone mensen zijn." In februari 2004 trouwde Bechdel met haar vriendin sinds 1992, tijdens een burgerlijke ceremonie in San Francisco. Alle vergunningen voor het homohuwelijk die de stad op dat moment had afgegeven, werden vervolgens ongeldig verklaard door het Hooggerechtshof van Californië. Het paar ging in 2006 uit elkaar. Vervolgens woonde ze zeven en een half jaar samen met een schilder voordat ze in juli 2015 trouwen. Ze woont in Bolton, Vermont, in een huis dat ze in 1996 heeft gekocht en waar ze haar eigen studio aan toegevoegd heeft om in te werken.

## Geselecteerde werken
- The Essential Dykes to Watch Out For (Houghton Mifflin, 2008, ISBN 978-0618968800 )
- Fun Home: A Family Tragicomic (Houghton Mifflin, 2006, ISBN 0-618-47794-2 )
- Are You My Mother?: A Comic Drama (Houghton Mifflin Harcourt, 2012, ISBN 0-618-98250-7 )

## Onderscheidingen
- Time Magazine noemde Fun Home een van de 10 beste boeken van het jaar voor 2006
- Eisner Award voor Best Reality-Based Work in 2007[55]
- Stonewall Book Awards - Israel Fishman Non-Fiction Award in 2007.[56]
- Guggenheim Fellowship, 2012
- Inkpot Award, 2012[57]
- De Bill Whitehead Award voor Lifetime Achievement van Publishing Triangle in 2012.
- De International Forum for Psychoanalytic Education Distinguished Educator Award in 2013
- Een MacArthur Fellowship in 2014.[8]
- Lambda Board of Trustees Award for Excellence in Literature in 2014.[58]
- De Erikson Institute Prize for Excellence in Mental Health Media in 2015.[59]
- Harvey Awards 2019 Hall of Fame-inductee. De prijs werd door Chip Kidd aan Bechdel uitgereikt tijdens de Harvey Awards op de New York Comic Con.[60]

Voor haar uitstekende bijdragen aan de stripverhaal-kunstvorm noemde Comics Alliance Bechdel een van de twaalf vrouwelijke cartoonisten die erkenning voor hun hele oeuvre verdienen.

## Verder lezen
- Hillary Chute, Hillary L. (2010). Graphic Women: Life Narrative and Contemporary Comics, 1st. Columbia University Press, New York, N.Y.. ISBN 978-0231150620.
- Dube, Ilene  (24 september 2018). Alison Bechdel's Mission to Make Lesbian Culture Visible Through Comics. Gearchiveerd op 5 juli 2021. Hyperallergic  2018